# J̌
J̌, ǰ (J с гачеком) — буква расширенной латиницы, используемая в ряде транскрипций и транслитераций.

## Использование
Используется в следующих транслитерациях ISO:
- ISO 9 (кириллица) — для передачи буквы Ј[1];
- ISO 9984[англ.] (грузинское письмо) — для передачи буквы джани (ჯ)[2];
- ISO 9985[англ.] (армянское письмо) — для передачи буквы дже (Ջ)[3];

В Американской фонетической транскрипции обозначает звук [d͡ʒ]. Имеет номер в МФА — 298, хотя в самом МФА не используется.
Также используется в международной иранистической транскрипции и некоторых вариантах ваханского алфавита для обозначения звука [d͡ʒ].